# Nationalpark Doi Phahom Pok
Der Nationalpark Doi Phahom Pok (Thai: อุทยานแห่งชาติดอยผ้าห่มปก, auch Doi-Fahom-Pok-Nationalpark, อุทยานแห่งชาติดอยฟ้าห่มปก) ist ein Nationalpark in Nord-Thailand.

## Geschichte
Der Doi Phahom Pok wurde am 4. September 2000 zum Nationalpark erklärt.

## Geographie

### Lage
Der Nationalpark Doi Phahom Pok liegt in der Provinz Chiang Mai. Er umfasst Teile der Landkreise (Amphoe) Mae Ai, Fang und Chai Prakan und der Gemeinde Tambon Mon Pin.
Die Gesamtfläche des Nationalparks ist 524 km².

### Topografie
Das Gebiet des Nationalparks weist eine komplizierte topografische Struktur auf, bedingt durch die Gebirgslandschaft des Nordens, der Dan Lao Gebirgskette. Die Höhenunterschiede der Gebirgskette betragen zwischen 400 m und 2285 m. Es bildet gleichzeitig eine Wasserscheide.
Die Landschaft weist ausgedehnte Wälder auf, die nicht nur zahlreiche Pflanzen- und Tierarten, sondern auch Naturschönheiten zeigt.

## Klima
Die durchschnittliche Temperatur liegt bei 25,4 °C. In der Wintersaison von November bis Februar liegen die Temperaturen angenehm zwischen 13,7 °C und 19 °C, in den Sommermonaten steigt die Temperatur dann bis auf 39 °C an. In der Regensaison von Mai bis September beträgt die durchschnittliche Regenmenge 1183,5 mm/pro Jahr.

## Fauna und Flora

### Pflanzenarten
Die bergige Lage des Nationalparks zusammen mit dem gemäßigten Klima führt zu einem abwechslungsreichen Waldbestand. So zeigen sich hier halb-immergrüne Wälder, Bergwälder, Kiefernwälder, Laubwälder sowie Mischwälder.
Hier wachsen eine Menge – auch in wirtschaftlicher Hinsicht – wertvoller Baumarten die der Holzgewinnung dienen, wie
- Hopea odorata, ตะเคียนทอง (Ta Khian Thong), Malabar Ironwood, Eisenholz
- Birmanisches Ebenholz
- Teakholz

Der ursprüngliche Waldbestand ist in der Vergangenheit stark dezimiert worden, so dass er sich heute nicht mehr undurchdringlich zeigt. Neben den Baumarten gibt es seltene krautige Pflanzen zu sehen, wie zum Beispiel die Impatiens jurpioides T.Shimizu.

### Tierarten
Da die Berglandschaft direkt nach Birma hinüberreicht, kommt es zu regelmäßigem Wildwechsel der hier lebenden Muntjaks, Bären, Wildschweine, Loris und Bergziegen. Seltene Vogelarten wie die Sperbertimalie, Smaragd-Schnäpperdrossel und fast ausgestorbene Schmetterlingsarten wie der Meandrusa sciron, der zur Familie der Ritterfalter gehört, sind hier ebenfalls zu finden.

## Sehenswürdigkeiten
Der Nationalpark führt seinen Namen nach dem Berg Doi Phahom Pok (auch: Doi Fahom Pok, ดอยฟ้าห่มปก), der zweithöchste Berg in Thailand. Der Berg liegt in der Amphoe Fang und steigt bis zu einer Höhe von 2285 Metern auf. Oben liegt eine kleine Hochebene, von der ein kleiner Gipfel hinaufragt.
Fang ist auch berühmt für seine Heißwasserquellen, die sich über eine Fläche von etwa 10 Rai, etwa 16.000 Quadratmeter, verteilen. Das Wasser ist mineralisch und hat eine Temperatur von 90 bis 130 °C.
Die aus den Quellen entstehenden Geysire ragen ca. 2 Minuten lang bis zu 50 Metern empor und dies in einem Abstand von etwa 25 Minuten.
Die Huai-Bon-Höhle (ถ้ำห้วยบอน) ist eine große Tropfsteinhöhle mit ausgezeichneten Stalagmiten und Stalaktiten. Es gibt zwei, etwa 150 Meter auseinanderliegende, Zugänge zur Höhle. Die größte Ausdehnung ist etwa 25 Meter breit. Etwa zehn weitere kleinere Höhlen finden sich in der nahe gelegenen Umgebung. Die Huai Bon-Höhle liegt etwa 12 km von Fang und etwa vier Kilometer von der Heißwasserquelle entfernt, die zu Fuß einfach zu erreichen ist.
Der Huai-Hian-Wasserfall (น้ำตกห้วยเฮี้ยน) liegt etwa drei Kilometer von der Huai-Bon-Höhle entfernt im Norden des Huai-Hian-Flusses. Der Wasserfall weist sieben Stufen auf und führt ganzjährig Wasser.
Der Na-Ma-Uen-Wasserfall (น้ำตกนามะอื้น) liegt in der Amphoe Mae Ai, Tambon Mae Sao. Es handelt sich um einen großen Wasserfall, bei dem sich das Wasser ganzjährig über drei hohe und breite Stufen ergießt. Am Ufer finden sich Moose und Farne, für Thailand eine eher seltene Erscheinung.
Weitere Wasserfälle sind der Pong Nam Dang (น้ำตกโป่งน้ำดัง), der in der unmittelbaren Nähe der Parkverwaltung liegt und der Tat Mok (น้ำตกตาดหมอก), der etwa vier Kilometer nordöstlich von Mae Ai liegt.

## Einrichtungen
Auf dem Parkgelände befinden sich folgende Einrichtungen:
- Besucherzentrum
- Mineralwasser-Bad
- Bungalows
- Zeltplätze
- Restaurant
- Sanitäre Anlagen
- Parkplätze